# Pretoriani Roma
I Pretoriani Roma sono una squadra di football americano nata nel 2017 dalla fusione tra Barbari Roma Nord e Gladiatori Roma.
Il progetto sportivo consta anche dei Minatori Roma Sud di Terza Divisione (football a 9), degli Hunters Roma di flag football, della Roma Scuola Football (reclutamento giovani), e di una squadra Master (over 45).

## Campionato 2018
La squadra senior ha disputato il campionato di Seconda Divisione organizzato dalla FIDAF, classificandosi seconda (vice-campione d'Italia della categoria) al termine della stagione, dopo la disputa del XXV Silver Bowl allo Stadio Lanfranchi di Parma. Il record complessivo è stato di 10 partite vinte e 2 perse, contro i Saints Padova nella stagione regolare e i Warriors Bologna nella finale.
È stata guidata dal capo-allenatore Manuel Schollmeier con assistenza di Davide Napoli, già tecnici dei Barbari Roma Nord.

## Dettaglio stagioni

### Serie B (secondo livello)/Serie A2/LENAF
| Stagione | regular season | regular season | regular season | regular season | regular season | regular season | playoff | playoff | playoff | playoff | playoff | playoff    | playoff          |
|          | Vin            | Par            | Per            | Tot            | PF             | PS             | Vin     | Per     | Tot     | PF      | PS      | risultato  | avversaria       |
| -------- | -------------- | -------------- | -------------- | -------------- | -------------- | -------------- | ------- | ------- | ------- | ------- | ------- | ---------- | ---------------- |
| 2018     | 7              | 0              | 1              | 8              | 356            | 88             | 3       | 1       | 4       | 99      | 54      | Silverbowl | Warriors Bologna |
| 2019     | 7              | 0              | 1              | 8              | 256            | 85             | 2       | 1       | 3       | 78      | 59      | Silverbowl | Rhinos Milano    |
| Totale   | 14             | 0              | 2              | 16             | 612            | 173            | 5       | 2       | 7       | 177     | 113     |            |                  |

## Minatori Cave
I Minatori Roma Sud sono una squadra di football americano con sede operativa a Genazzano (RM).
Collaborano con i Pretoriani Roma e hanno disputato la Terza Divisione FIDAF 2018.

## Pretoriani Master
Nell'aprile del 2017 è stata annunciata la creazione di una squadra Master (range età atleti partecipanti: 45 - 67 anni) costituita da ex-giocatori che negli anni '80 hanno militato nelle formazioni romane.